# Jacques Bougier
Jacques Bougier, surnommé « Boyer de Blois », est un architecte français mort en 1632.

## Œuvre architecturale
Jacques Bougier est intervenu sur le décor de la galerie Henri IV dans les jardins du château de Blois au début du XVIIe siècle. À la fin de sa vie, il dessine le nouveau château de Cheverny sur la demande de son propriétaire Henri Hurault.